# گاوصندوق (فیلم ۲۰۱۲)
گاوصندوق (به انگلیسی: Safe) یک فیلم اکشن و دلهره‌آور آمریکایی به کارگردانی و نویسندگی بوآز یاکین با بازیجیسون استاتهام محصول سال ۲۰۱۲ است.

## خلاصه داستان
داستان فیلم دربارهٔ یک افسر بازنشسته پلیس و مبارز خیابانی به نام لوک رایت (استاتهام) است که به‌طور اتفاقی با دختری آشنا می‌شود که دارای هوش بالایی است و رمز یک گاوصندوق را در ذهن خود دارد و مافیا چینی، روسی و پلیس‌ها به دنبال او هستند. لوک رایت می‌خواهد هم از این دختر حفاظت کند و هم پول‌های گاو صندوق را برای خود بردارد ولی در این راه با درگیری‌های زیادی رو به رو می‌شود.

## تولید
فیلمبرداری اصلی از اکتبر تا دسامبر ۲۰۱۰ در فیلادلفیا و شهر نیویورک با بودجه سی میلیون دلاری انجام شد.

## بازخورد
این فیلم در راتن تومیتوز بر اساس ۱۱۲ نقد دارای امتیاز ۵٫۷ از ۱۰ است. در متاکریتیک، این فیلم دارای میانگین وزنی امتیاز ۵۵ از ۱۰۰، بر اساس رای ۲۵ منتقد، نشان دهنده «بررسی‌ها مختلط یا متوسط».